# Malicious Intent (Razor)
Malicious Intent è il terzo album in studio del gruppo speed/thrash metal canadese Razor, pubblicato nel 1986.

## Tracce
1. Tear Me to Pieces – 2:58
2. Night Attack – 2:37
3. Grindstone – 3:02
4. Cage the Ragers – 3:28
5. Malicious Intent – 4:35
6. Rebel Onslaught – 3:19
7. A.O.D. – 3:05
8. Challenge the Eagles – 3:25
9. Stand Before Kings – 2:46
10. High Speed Metal – 3:34

## Formazione
- Stace McLaren - voce
- Dave Carlo - chitarra
- Mike Campagnolo - basso
- Mike Embro - batteria